# Bodengare
Als Bodengare wird in der Landwirtschaft der Idealzustand eines fruchtbaren Bodens bezeichnet, das heißt, dass der „optimale physikalische, chemische und biologische Zustand der Ackerkrume  erreicht wird.“

## Begriff
Das Wort 'Gare' ist verwandt mit 'garen' und 'gar'; alle diese Wörter bezeichnen ursprünglich das Fertig- und Nutzbarmachen. Ein garer Boden ist krümelig, humos, gut durchlüftet, ausreichend feucht und leicht durchwurzelbar. Er zeichnet sich durch ein stabiles, belastbares Gefüge aus, das mit der Spatendiagnose erkannt werden kann. Ein garer Boden enthält viele kleine und mittlere Hohlräume, die sogenannten Bodenporen, die der Luftführung und Wasserspeicherung dienen. Wie ein Schwamm kann dieser Boden z. B. Niederschläge aufsaugen und Überschüsse ins Grundwasser ableiten.
Eine derart optimale Bodenstruktur wird als Krümelstruktur bezeichnet. Die im Boden lebenden Organismen (Bakterien, Würmer, Insekten, Pilze insb. Mykorrhiza und andere Klein- und Kleinstlebewesen), die das Mikroklima des Bodens beeinflussen, sind einerseits auf einen guten Luftaustausch angewiesen. Andrerseits sind es aber auch die Bodenlebewesen, die durch ihre Tätigkeit genau diese Bodenstruktur hervorrufen bzw. herstellen. So fressen zum Beispiel Regenwürmer organisches Material und scheiden eine äußerst fruchtbare Mischung aus organischem und anorganischem Material wieder als Kot aus. Die Krümelstruktur ist daher Voraussetzung und auch Folge einer arten- und individuenreichen Organismenpopulation. Die Krümelstruktur und damit die Bodengare infolge können durch falsches Bearbeiten, z. B. Abtöten der Bodenlebewesen, Verdichten mit schwerem Gerät, übermäßiges Pflügen, ständiges Begehen oder durch starke Niederschläge zerstört werden.
Zur Herstellung und Erhaltung der Bodengare ist also folgendes notwendig:
- physikalisch: die Krümelstruktur d. h. mittelgroße Poren im ganzen Wurzelbereich, Wasser, Wärme
- chemisch: Nährsalze, Mineralstoffe und Spurenelemente, neutraler pH-Wert
- biologisch: die im Boden lebenden Organismen (siehe oben)

## Arten
Man unterscheidet die Frostgare, die im Winter durch den Wechsel von Frost und Tauvorgang entsteht sowie die Schattengare die im Laufe des Sommerhalbjahres durch die Bedeckung des Bodens wie z. B. durch Mulchen entsteht und durch Ackerbaumaßnahmen wie Direktsaat gefördert werden kann.

## Zielführende Maßnahmen
Die im Boden lebenden biologischen Organismen können nur durch die physikalischen und chemischen Bedingungen beeinflusst werden. Maßnahmen zur Erhaltung und Herstellung der Bodengare betreffen demnach diese 2 Bereiche. Hauptsächlich physikalischer Teil:
- Auflockerung bzw. Festdrücken
- Bewässerung
- Mulchen

Ziel der physikalischen Maßnahmen ist die Bereitstellung von Wasser und Luft für Bodenfauna und -flora. Mulch schützt unter anderem vor Austrocknen und Erosion. Daneben gibt es folgende chemische Methoden:
- die Zufuhr von organischem Dünger, insbesondere Kompost[3] und Pflanzenjauche
- Gründüngung, regenerative Grünbrache
- Fruchtwechsel, Mischkultur
- die Zufuhr von Tonmineralen, Gesteinsmehl, kohlensaurem Kalk, amorphem Silicat[4] oder Sand[5]

Da durch Bewässerung die ungebundenen Nährstoffe in tiefere Schichten ausgewaschen und durch Ernte und Mähen die Nährstoffe entnommen werden, müssen sie dem Kulturboden laufend ersetzt werden. Ziel der chemischen Maßnahmen ist, einen hohen Anteil an Dauerhumus im Boden zu bilden oder zu erhalten. Er kann die mineralischen und organischen Nährstoffe binden und bereitstellen. Dauerhumus entsteht mit Hilfe von Bodentieren und Mikroorganismen aus holzigen, schwer abbaubaren Pflanzenteilen.